# جيمس أوغسطين شانون
جيمس أوغسطين شانون (بالإنجليزية: James Augustine Shannon)‏ (9 آب / أغسطس 1904 – 20 أيار / مايو 1994) هو أخصائي أمريكي بطب الكلى، شغل منصب مدير معاهد الصحة الوطنية الأمريكية (NIH) من 1955-1968. في عام 1962 حصل على ميدالية بوبليك وولفير من الأكاديمية الوطنية للعلوم.
مجموعة من أوراقه في المكتبة الوطنية للطب في بيثيسدا بولاية ماريلاند.

## السيرة الذاتية
درس شانون في ورسيستر (ماساتشوستس) ودرس أيضا في جامعة نيويورك. حصل على تخصص في علم وظائف الأعضاء 1935. من عام 1931 كان عضوًا في هيئة التدريس وشارك في أبحاث الكلى. من عام 1941 كان أستاذًا مساعدًا وأستاذًا مشاركًا عام 1942 في جامعة نيويورك، وبقي فيها حتى عام 1946. كان مسؤولًا عن مستشفى غولدووتر ميموريال الجديد في الجامعة، والتي تم استخدامها للبحث، وخاصة أبحاث الملاريا خلال الحرب العالمية الثانية، كما أجريت فيها اختبارات سريرية لأدوية العلاج الكيميائي. من عام 1946 إلى عام 1949 كان مديرًا لمعهد سكويب للأبحاث الطبية. خلال هذا الوقت، أقنع راعية المعهد (شركة سكويب للأدوية) بالبدء في إنتاج المضاد الحيوي الستربتوميسين. كان في المعاهد الوطنية للصحة من عام 1949، حيث قاد وبحث في المعهد الوطني للقلب. في عام 1952 أصبح مسؤولاً عن جميع الأبحاث (ريسيرتش هاوس) وفي عام 1955 أصبح مديرا. خلال فترة ولايته التي دامت ثلاثة عشر عامًا، قام بزيادة الميزانية بمتوسط 20 في المائة سنويًا إلى 1.4 مليار دولار في نهاية فترة ولايته. بعد تقاعده في عام 1968 ، كان مستشارًا لرئيس الأكاديمية الوطنية للعلوم وفي عام 1970 أصبح أستاذًا للطب الحيوي في جامعة روكفلر ومساعدًا ومستشارًا لرئيسها. من 1975 إلى 1980 كان أستاذا مساعدا فيها.

## المسيرة المهنية
بحث في فسيولوجيا الكلى وأمراض الكلى السريرية وبحث خلال الحرب العالمية الثانية في الأدوية المضادة للملاريا (تطوير الكلوروكين)، الذي كانت هناك حاجة ماسة إليه من قبل القوات المسلحة الأمريكية خلال حرب جنوب المحيط الهادئ لأن الفتح الياباني لجنوب شرق آسيا تسبب في توقف إمداد الكينين) حصل على وسام الاستحقاق الرئاسي في عام 1948.

## الجوائز والتكريم
في عام 1974 حصل على الميدالية الوطنية للعلوم. كان عضوًا في الأكاديمية الوطنية للعلوم والأكاديمية الأمريكية للفنون والعلوم والجمعية الأمريكية للفلسفة. وكان مستشارًا رئاسيًا في بعض الأحيان. كان زميلاً للكلية الملكية للأطباء.

## الحياة الشخصية
كان متزوجا من الدكتورة أليس ووترهاوس منذ عام 1933 وله ابن وابنة. تم تسمية مبنى الإدارة المركزية للمعهد الوطني للصحة على اسمه.

## وصلات خارجية
- جيمس أوغسطين شانون السيرة الذاتية عبر المعاهد الوطنية للصحة.
- فولفجانج ساكسون، نعي في نيويورك تايمز، 24.مايو 1994.
- السيرة الذاتية في الكلية الملكية للأطباء.

| المناصب السياسية             | المناصب السياسية                               | المناصب السياسية       |
| ---------------------------- | ---------------------------------------------- | ---------------------- |
| سبقه William H. Sebrell, Jr. | مدير معاهد الصحة الوطنية الأمريكية 1955 – 1968 | تبعه Robert Q. Marston |